# Unión Deportiva Carcaixent
La Unión Deportiva Carcaixent es un club de fútbol español de la ciudad de Carcagente (Valencia) que milita en el grupo 3 de la Primera Regional de la Comunidad Valenciana en la temporada 2021/22.

## Historia
La UD Carcaixent tiene su precedente en los años 20 en el Juvenal. En 1935 se fundó el actual club que llega a 1ª Regional en 1941. Asciende a 3ª división en 1943 y lo vuelve a conseguir en 1945. Tras nueve temporadas en 1ª regional (la actual 3ª) vuelve a subir a categoría nacional donde sería 3º. Cuatro años después volvería a 3ª donde solo permaneció dos temporadas para volver a Tercera como campeón en la 61/62. Tocaría fondo en la temporada 72-73 bajando a 2ª regional por las distintas remodelaciones de la 3ª que se realizaban para encontrar la viabilidad que aún no se ha logrado en 2ª B. 
Volvería a 3ª en 1979, como subcampeón de Regional Preferente. El año anterior se proclamó subcampeón de España de aficionados. Desde entonces y durante 30 años ha ido alternando la Regional Preferente con la 3ª división. Destacó el título de liga de la Preferente sur en la 88-89 y de la 97-98. En este caso no pudo dejar la regional. En la primera década del nuevo siglo volvería a 3ª pero desde 2009 ha alternado la Preferente con la 1ª regional. En 2011 como campeón retornó a Preferente.
- Datos: Q24942842